# Dédale meurtrier
Pour plus de détails, voir Fiche technique et Distribution.
Dédale meurtrier (X – A rendszerből törölve) est un thriller hongrois coécrit et réalisé par Károly Ujj Mészáros, sorti en 2018.

## Synopsis
Depuis le suicide quinze ans auparavant de son mari qui était inspecteur de police comme elle, Éva Batiz subit des crises de panique lorsqu'elle s'approche trop des scènes de crimes. Elle préfère s'isoler dans son bureau dans lequel elle analyse méticuleusement les indices récoltés par ses collègues. Son esprit analytique lui permet de déterminer les erreurs qu'ils ont pu commettre lors de leur enquête. Par ailleurs, en privé, elle doit tenir tête à sa fille adolescente rebelle et violente avec ses camarades. Dans une Hongrie contemporaine rongée par la corruption et les complots, mais également ravagée par des guérillas urbaines, elle découvre un jour qu'un tueur en série sévit à Budapest, un meurtrier qui maquille ses crimes en suicides. Alors que ses supérieurs refusent de la prendre au sérieux, elle et son nouveau collègue Peter découvrent que le criminel laisse des messages cachés qui leur font croire qu'il tue à des fins politiques et radicales. Lorsqu'un homme survit à son agression dans sa luxueuse villa, la policière fait le lien avec les différentes affaires et s'aperçoit que les meurtres en série sont connectés à certaines hautes sphères politiques et nationales d'hier et d'aujourd'hui...

## Fiche technique
- Titre original : X – A rendszerből törölve
- Titre français : Dédale meurtrier
- Réalisation  : Károly Ujj Mészáros
- Scénario : Bálint Hegedûs et Károly Ujj Mészáros
- Montage : Gyula István Mózes
- Musique : Dániel Csengery
- Photographie : Martin Szecsanov
- Production : Gabor Ferenczy et András Muhi
- Société de production et distribution : FocusFox Studio
- Pays d'origine :  Hongrie
- Langue originale : hongrois
- Format : couleur
- Genre : Thriller
- Durée : 114 minutes
- Dates de sortie  :
  -  Hongrie : 1er novembre 2018
  -  France : 9 octobre 2019 (sur Canal + Cinéma)

## Distribution
- Mónika Balsai (VFB : Maia Baran) : Éva Batiz
- Zoltán Schmied (hu) (VFB : Michelangelo Marchese) : Péter
- Szabolcs Bede-Fazekas (hu) (VFB : Daniel Nicodème) : Feri
- Zsófia Bujáki (hu) (VFB : Laure Nicodème) : Kati
- Ági Szirtes (hu) (VFB : Guy Pion) : Orvos
- Zoltán Schneider (hu) (VFB : Jean-Michel Vovk) : Fonok
- Áron Molnár (hu) : Balázs
- Juli Básti (hu) : Iskola Igazgatónö
- Ildikó Hámori (hu) : Maros Lilla
- Ernő Fekete (hu) : Gábor
- Győző Szabó (hu) : Ügyvéd
- János Kulka (hu) : Horváth Kálmán
- Renátó Olasz (hu) : Ricsi
- Ákos Kőszegi : Réczey Sándor

Version française dirigée par Alexandra Correa au studio C You Soon (Belgique), d'après une adaptation des dialogues de Laurence Crouzet.

## Distinction
- Fantasporto 2018 : Meilleur scénario